# Casa de Guisa
La Casa de Guisa  va ser una família de la noblesa francès, que va arribar l'apogeu del seu poder en la segona meitat del segle xvi, destacant per la seva participació en les Guerres de Religió.
La Casa de Guisa, una branca menor de la de Lorena, va ser fundada per Claudi de Lorena, que el 1528 va rebre el ducat de Guisa per part del rei Francesc I de França.
Els Guisa es van distingir al segle xvi per liderar partit de la Lliga Catòlica durant les Guerres de religió de França i la seva intolerància cap als protestants, així com per la disputa amb els Valois per la Corona.
Quan el calvinista Enric de Borbó es va convertir en hereu del tron a 1584, el llavors duc Enric I de Guisa ho va considerar inacceptable, el que va provocar una nova guerra civil, l'anomenada  dels tres Enrics , en la qual Guisa, recolzat per Felip II de Castella, prengué el control de París, convertint-se en governant  de facto  i arribant a ambicionar la corona reial.
El conflicte va culminar amb l'assassinat del duc de Guisa a mans del rei Enric III a 1588, crim al qual seguiria el regicidi del mateix Enric l'any següent a mans de Jacques Clément.
El germà petit de l'assassinat, el duc de Mayenne, es va convertir en el nou cap de la Casa, mentre el seu nebot el nou duc de Guisa, Carles, va ser proposat per ocupar el tron francès, presumiblement a través del matrimoni amb la infanta espanyola Isabel Clara Eugènia. No obstant això, el gener de 1596, Enric de Borbó es va reconciliar amb la Casa de Guisa.
La línia masculina directa de la casa de Guisa es va extingir a 1675 amb la mort prematura del VII duc de Guisa i més tard a 1705, les possessions dels Guisa van ser integrades a la Casa de Borbó-Condé.

## Genealogia de la casa de Guisa
```
Renat II de Lorena
 (Angers 2/5/
1451
 - Fains 10/12/
1508
)
x 
Felipa de Gueldre
 (9/11/
1467
 – Nancy 26/2/
1547
)
│
├─ 
Antoni el Bo
, duc de Lorena (Bar-le-Duc 4/6/
1489
 - Bar-le-Duc 14/6/
1544
) 
x 
Renata de Borbó
 -Montpensier (
1494
-26/05/
1539
)
│ (ve del Casal de Lorena)
│
├─ 
Claudi de Guisa
 (Condé 20/10/
1496
 - Joinville 12/4/
1550
), primer duc de Guisa
│ x 
Antonieta de Borbó
 -Vendôme (25/12/
1493
 – 22/1/
1583
)
│ │
│ ├─ 
Maria
 (Bar-le-Duc 22/11/
1515
 – Edimburg 10/6/
1560
), reina d'Escòcia
│ │ x 
Jacob o Jaume V
 (15/4/
1512
 – 14/12/
1542
), rei d'Escòcia
│ │ │
│ │ ├─ 
James (St.Andrew's 22/5/
1540
 - St. Andrew's 
1541
), duc de Rothesay

│ │ │
│ │ └─ 
Maria Stuart
 (Linlithgow 7/12/
1542
 - Fotheringay 8/2/
1587
)

│ │ 
x (1) 
Francesc II de França
 (19/1/
1544
 – 5/12/
1560
)

│ │ 
x (2) 
Henry Stuart
 (7/12/
1545
 – 10/2/
1567
), lord Darnley

│ │ 
x (3) 
James Hepburn
 (
1536
-
1578
), comte de Bothwell i duc d'Orkney

│ │
│ ├─ 
Francesc I de Guisa
, (
1519
-
1563
), segon duc de Guisa
│ │ x 
Anna d'Este
 (16/11/
1531
 – 15/5/
1607
)
│ │ │
│ │ ├─ 
Enric I de Guisa
 (31/12/
1550
 – Blois 23/12/
1588
), tercer duc de Guisa
│ │ │ x 
Caterina de Nevers
 (
1548
 - París 11/5/
1633
)
│ │ │ │
│ │ │ ├─ 
Carles I de Guisa
 (Joinville 20/8/
1571
 – Siena 30/9/
1640
), quart duc de Guisa
│ │ │ │ x 
Enriqueta Caterina de Joyeuse
 (8/1/
1585
 - París 25/2/
1656
)
│ │ │ │ │
│ │ │ │ ├─ Francesc (3/4/
1612
 - Florència 7/12/
1639
), príncep de Joinville
│ │ │ │ │
│ │ │ │ ├─ 
Enric II
 (París 4/4/
1614
 - París 2/6/
1664
), arquebisbe de Reims i
│ │ │ │ │ cinquè duc de Guisa
│ │ │ │ │ x (separada) 
Anna de Gonzaga de Clèveris
 (París 
1616
 - 6/7/
1684

│ │ │ │ │
│ │ │ │ ├─ Carles Lluís (15/7/
1618
 - Florència 15/3/
1637
), duc de Joyeuse
│ │ │ │ │
│ │ │ │ ├─ 
Lluís
 (11/1/
1622
 - París 24/9/
1664
), duc de Joyeuse i d'Angulema
│ │ │ │ │ x Francesca d'Angulema (27/5/
1631
 – 14/5/
1696
)
│ │ │ │ │ │ 
│ │ │ │ │ └─ 
Lluís Josep
 (7/8/
1650
 - París 30/7/
1671
), sisè duc de Guisa i duc de Joyeuse
│ │ │ │ │ x 
Elisabet d'Orleans
 (París 26/12/
1646
 - Versalles 17/3/
1696
)
│ │ │ │ │ │
│ │ │ │ │ └─ 
Francesc Josep
 (París 28/8/
1670
 - París 16/3/
1675
),
│ │ │ │ │ setè duc de Guisa i duc de Joyeuse
│ │ │ │ │
│ │ │ │ ├─ Roger (21/3/
1624
 - Cambrai 6/9/
1653
), cavaller de Malta
│ │ │ │ │
│ │ │ │ ├─ 
Maria
 (5/8/
1615
 - París 3/3/
1688
), duquessa de Guisa i princesa de Joinville
│ │ │ │ │
│ │ │ │ └─ Francesca Renata (10/1/
1621
 - Montmartre 4/12/
1682
), abadessa de Montmartre
│ │ │ │
│ │ │ ├─ Enric (París 30/6/
1572
 - 13/8/
1574
)
│ │ │ │
│ │ │ ├─ 
Lluís III de Guisa
, (22/1/
1575
 - Saintes 21/6/
1621
), quart cardenal de Guisa i 
│ │ │ │ arquebisbe de Reims
│ │ │ │ x (il·legítima) Carlota des Essarts, Mademoiselle de La Haye (
1580
-
1651
)
│ │ │ │ │
│ │ │ │ ├─ Carles Lluís de Lorena (? - Auteuil 12/7/
1668
), bisbe de Condom
│ │ │ │ │
│ │ │ │ ├─ Aquil·les de Lorena (
1615
 - Crête 
1648
), príncep de Guisa
│ │ │ │ │
│ │ │ │ ├─ Enric Hèctor de Lorena (
1620
-
1668
)
│ │ │ │ │
│ │ │ │ ├─ Carlota (?-
1664
) abadessa de St Pierre
│ │ │ │ │
│ │ │ │ └─ Lluïsa (
1621
 - 5/7/
1652
)
│ │ │ │
│ │ │ ├─ Claudi (5/6/
1578
 - París 24/1/
1657
), duc de Chevreuse i príncep de Joinville
│ │ │ │ x Maria Rohan Guémené (1600-1679)
│ │ │ │ │ 
│ │ │ │ ├─ Anne Maria (1624-1652), abbesse de Pont-aux-Dames
│ │ │ │ │ 
│ │ │ │ ├─ Carlota Maria (1627-1652)
│ │ │ │ │ 
│ │ │ │ └─ Enriqueta de Lorena (1631-1693), abadessa de Jouarre
│ │ │ │
│ │ │ ├─ Francesc Alexandre (7/2/
1589
 - Château des Baux 1/6/
1614
), cavaller de Malta
│ │ │ │
│ │ │ ├─ Renata (
1585
 - Reims 13/6/
1626
), abadessa de St Pierre
│ │ │ │
│ │ │ ├─ Joana (31/7/
1586
 - Jouarre 8/10/
1638
), abadessa de Jouarre
│ │ │ │
│ │ │ └─ Lluïsa Margarita (
1588
 - Château d'Eu 30/4/
1631
)
│ │ │ x Duc Francesc de Conti (19/8/
1558
 - 3/8/
1614
)
│ │ │
│ │ ├─ 
Carles de Mayenne
 dit 
Mayenne
 (Meudon 26/3/
1554
 - Soissons 4/10/
1611
)
│ │ │ x 
Enriqueta de Savoia-Villars
 (? - Soissons 14/11/
1611
)
│ │ │ │
│ │ │ ├─ 
Enric de Mayenne
 (Dijon 20/12/
1578
 - Montauban 16/9/
1621
), duc de Mayenne i d'Aguillon
│ │ │ │ x Soissons 2/
1599
: 
Enriqueta de Nevers
 (23/9/
1571
 - 24/6/
1601
)
│ │ │ │
│ │ │ ├─ Carles Manel (Grenoble 19/10/
1581
 – Nàpols 14/9/
1609
), comte de Sommeriva 
│ │ │ │
│ │ │ ├─ 
Caterina de Lorena
 (
1585
 - París 18/3/
1618
)
│ │ │ │ x París 1/2/
1599
: 
Carles III de Nevers
 (París 6/5/
1580
 - Màntua 21/9/
1637
),
│ │ │ │ │ 
duc de Nevers, de Rethel, de Màntua i de Montferrat

│ │ │ │ │
│ │ │ │ ├─ 
Francesc III
 (
1606
 - Charleville 
1622
), duc de Rethel

│ │ │ │ │
│ │ │ │ ├─ 
Carles III
 (
1609
 - 14/8/
1631
), duc de Mayenne

│ │ │ │ │ 
x 
Maria de Màntua
 (29/7/
1609
 - 14/8/
1660
)

│ │ │ │ │ │
│ │ │ │ │ ├─ 
Elionor de Màntua
 (Màntua 18/11/
1628
 – Viena 6/12/
1686
)

│ │ │ │ │ │ 
x Wiener Neustadt 30/4/
1651
: Emperador 
Ferran III
 d'Habsbourg

│ │ │ │ │ │ 
 (Graz 13/7/
1608
 - Viena 2/4/
1657
)

│ │ │ │ │ │
│ │ │ │ │ └─ 
Carles II
 (Màntua 31/10/
1629
 - 14/8/
1665
), duc de Nevers, de Rethel, de Mayenne

│ │ │ │ │ 
i d'Aiguillon, marquès de Villars, comte del Maine, de Tenda i de Sommeriva

│ │ │ │ │ 
x 7/11/
1649
: Isabel Clara d'Àustria (12/8/
1629
 - 31/10/
1685
)

│ │ │ │ │
│ │ │ │ ├─ 
Ferran
 (
1610
 - 25/5/
1632
), Duc de Mayenne i d'Aiguillon, Marquès de Villars,

│ │ │ │ │ 
Comte del Maine, Comte de Tenda, Comte de Sommeriva 

│ │ │ │ │
│ │ │ │ ├─ 
Maria Lluïsa de Màntua
 (París 18/8/
1611
 - Varsovia 10/5/
1667
)

│ │ │ │ │ 
x (1) 10/3/
1645
: 
Ladislau IV Vasa
 (9/6/
1595
 - 20/5/
1648
), Rei de Polònia

│ │ │ │ │ 
x (2) 29/5/
1649
: 
Joan II Casimir Vasa
 (22/5/
1609
 - 16/12/
1672
), Rei de Polònia

│ │ │ │ │
│ │ │ │ ├─ 
Benedeta (
1614
 - Màntua 30/9/
1637
)

│ │ │ │ │
│ │ │ │ └─ 
Anna de Gonzaga de Clèveris
 (Màntua 
1616
 - París 6/7/
1684
)

│ │ │ │ 
x (1) (separat) 
Enric II de Guisa
 (París 4/4/
1614
 - París 2/6/
1664
)

│ │ │ │ 
x (2) París 24/5/
1645
: 
Eduard de Simmern
 de Wittelsbach (La Haia 6/10/
1624
 - París 

│ │ │ │ │ 
13/3/
1653
), príncep Palatí del Rhin

│ │ │ │ │
│ │ │ │ ├─ 
Lluïsa Maria de Simmern
 (París 23/7/
1647
 - Aix-la-Chapelle 11/3/
1679

│ │ │ │ │ 
x Asnières 20/3/
1671
: 
Carles Teodor de Salm
 (27/7/
1645
 - Aix-la-Ch. 10/11/
1710
)

│ │ │ │ │
│ │ │ │ ├─ 
Anna de Simmern
 13/3/
1648
 - París 23/2/
1723
)

│ │ │ │ │ 
x París 11/12/
1663
: 
Enric Juli de Borbó-Condé
 (París 29/7/
1643
 - 1/4/
1709
), 

│ │ │ │ │ 
 príncep de Condé, primer príncep de la sang

│ │ │ │ │
│ │ │ │ ├─ 
NC (27/12/
1650
 - 
1651
)

│ │ │ │ │
│ │ │ │ └─ 
Benedicta de Simmern
 (París 14/3/
1652
 - Asnières 12/8/
1730
)

│ │ │ │ 
x Hannover 30/11/
1668
: 
Joan Frederic de Brunsvic-Lüneburg
 (25/4/
1625
 - 28/12/
1679
),

│ │ │ │ 
duc de Brunswick-Luneburg

│ │ │ │
│ │ │ └─ Renata (? - Roma 23/9/
1638
)
│ │ │ x Mari II Sforza, Duc d'Ognano i Segni, comte de Santa Fiora (*1594 +Rome 26.9.1658)
│ │ │
│ │ ├─ 
Lluís II de Guisa
 (Dampierre 6/7/
1555
 - Blois 24/12/
1588
), tercer cardinal de Guisa i
│ │ │ arquebisbe de Reims
│ │ │ x (il·legítima) Aimerica de Lescheraine
│ │ │ │
│ │ │ └─ 
Lluís de Guisa
 (14/12/
1588
 - Múnic 4/12/
1631
), baró d'Ancerville, comte de Boulay,
│ │ │ príncep de Phalsbourg i Lixheim, senescal de Lorena
│ │ │
│ │ └─ Caterina, duquessa de 
Montpensier

│ │ x 
Lluís III de Montpensier
 (10/6/
1513
 – 23/9/
1582
), duc de Borbó-Montpensier
│ │
│ ├─ 
Carles de Guisa
 (Joinville 17/2/
1524
 - Avinyó 26/12/
1574
), segon cardinal de Lorena i
│ │ segon cardenal de Guisa, arquebisbe de Reims, duc de Chevreuse
│ │
│ ├─ 
Claudi de Guisa
 (Joinville 18/8/
1526
 - La Rochelle 3/3/
1573
), 
duc d'Aumâle

│ │ x 
Lluïsa de Brézé
 (
1518
-
1577
)
│ │ │
│ │ ├─ 
Carles I
 (25/1/
1555
 – Brussel·les 
1631
), duc d'Aumâle
│ │ │ x Maria de Lorena-Elbeuf (21/8/
1555
 – 
1605
)
│ │ │ │
│ │ │ ├─ 
Anna d'Aumale
 (
1600
 - 10/2/
1638
), duquessa d'Aumâle
│ │ │ │ x 
Enric I
 (
1572
-
1632
), duc de Savoia-Nemours
│ │ │ │
│ │ │ └─ Maria
│ │ │ x 
Ambrosi
, marquès de Spinola
│ │ │
│ │ ├─ Claudi (Chartres 13/12/
1564
 - Saint-Denis 3/1/
1591
)
│ │ │
│ │ ├─ Caterina Ròmula (Saint-Germain 8/11/
1550
 – 25/6/
1606
)
│ │ │ x Duc 
Nicolau de Lorena-Mercouer
 (+1577)
│ │ │
│ │ ├─ Diana (10/11/
1558
 - Ligny 25/6/
1586
)
│ │ │ x Comte Francesc de Luxemburg-Piney (?-
1638
)
│ │ │
│ │ ├─ Antonieta Lluïsa (Joinville 29/9/
1561
 - Soissons 24/8/
1643
), abadessa de Soissons
│ │ │
│ │ └─ Maria (10/6/
1565
 - 27/1/
1627
, Abadessa de Chelles
│ │
│ ├─ 
Lluís de Guisa
 (Joinville 21/10/
1527
 - París 29/7/
1578
), primer cardinal de Guisa
│ │ arquebisbe de Sens
│ │
│ ├─ Francesc (Joinville 18/4/
1534
 – 6/3/
1563
), Gran Prior de l'
Orde de Malta

│ │
│ ├─ Renat de Guisa (Joinville 14/8/
1536
 – 14/12/
1566
), duc d'
Elbeuf

│ │ x Lluïsa de Rieux (
1531
-
1570
)
│ │ │
│ │ ├─ Carles I (Joinville 18/10/
1556
 - Moulins 4/8/
1605
), duc d'Elbeuf
│ │ │ x Margarita de Chabot (
1565
 - París 29/9/
1652
)
│ │ │ │
│ │ │ ├─ Carles II (5/11/
1596
 - París 5/11/
1657
), duc d'Elbeuf
│ │ │ │
│ │ │ ├─ 
Enric
 (20/3/
1601
 - Royaumont 25/7/
1666
), comte d'Harcourt, d'Armagnac i de Brionne
│ │ │ │
│ │ │ ├─ Clàudia Elionor (
1582
 - Oiron 1/7/
1654

│ │ │ │
│ │ │ ├─ Enriqueta (
1592
 - Soissons 24/1/
1669
), abadessa de Soissons
│ │ │ │
│ │ │ └─ Francesca (
1598
 - París 9/12/
1626

│ │ │
│ │ ├─ Maria de Lorena-Elbeuf (21/8/
1555
 – 
1605
) (vegeu més amunt)
│ │ │
│ │ └─ Renat (
1559
-
1629
)
│
├─ 
Jean de Lorena
, (Bar-le-Duc 9/4/
1498
 - Neuvy-sur-Loire 18/5/
1550
), primer cardenal de Lorena
│ arquebisbe de Reims, bisbe de Toul, Metz i Verdun
│
├─ 
Lluís
 (Bar-le-Duc 27/4/
1500
 - Nàpols 23/8/
1528
), bisbe de Verdun, comte de Vaudémont
│
└─ Francesc (Bar-le-Duc 24/6/
1506
 - Pavia 24/2/
1525
), comte de Lambesc
```